# Eriopyga cillutincarae
Eriopyga cillutincarae là một loài bướm đêm trong họ Noctuidae.